# Tigrinjščina
Tigrínjščina ali tigrájščina (ትግሪኛ) je semitski jezik, ki ga govorijo v Eritreji in kjer je tudi uradni jezik. Tigrinjščino govorijo tudi v nekaterih severnih delih Etiopije in Izraela. Zapisujejo ga z etiopsko pisavo. Judovski govorci v Izraelu zapisujejo svoje cerkvene obrede z naborom znakov, ki izhaja iz izumrlega jezika giz.
Jezika ne smemo zamenjevati z drugim eritrejskim jezikom tigrejščino. Tigrinjščino, jezik Tigrejcev velikokrat napačno imenujejo tigrejščina.
Tigrinjščina naj bi bila bližja gizu od amharščine, ker se je amharščina bolj oddaljila od giza, saj so se mnoga ljudstva nekdanjih Aksumitov selila vse bolj proti jugu zaradi pritiska muslimanov preko obal Rdečega morja. Ocenjujejo, da tigrinjščino govori približno 5 milijonov govorcev.